# Callimetopus griseus
Callimetopus griseus là một loài bọ cánh cứng trong họ Cerambycidae.